# Neocyclops improvisus
Neocyclops improvisus is een eenoogkreeftjessoort uit de familie van de Halicyclopidae. De wetenschappelijke naam van de soort is voor het eerst geldig gepubliceerd in 1973 door Plesa.